# Hakenleitersteigen

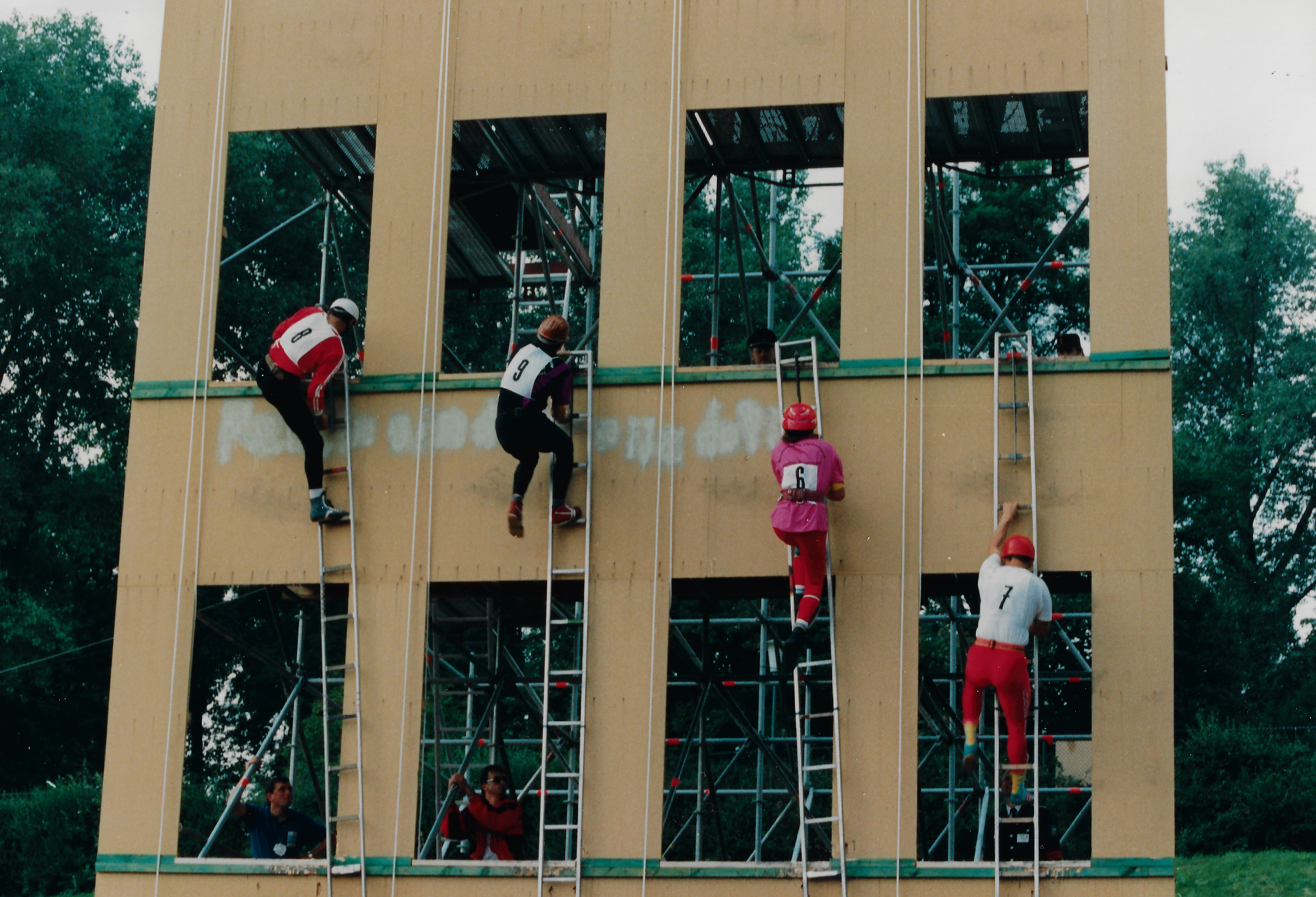
X. Internationale Feuerwehrsportwettkämpfe des CTIF 1993 in Berlin, Disziplin Hakenleitersteigen – Freiwillige Feuerwehren

Das Hakenleitersteigen bezeichnet eine Disziplin des Feuerwehrsports. Dabei wird mit einer Hakenleiter der Aufstieg in ein dreistöckiges Gebäude auf Zeit durchgeführt. Seit 2016 wird diese Disziplin auch von Frauen durchgeführt.

## Geschichte
In der Vergangenheit wurde die Hakenleiter zur Rettung von Menschen entwickelt. Mit zunehmender Technisierung geriet sie als Rettungsgerät immer weiter in den Hintergrund, wird jedoch international durchaus noch verwendet. Die ersten Wettkämpfe wurden 1937 in der Sowjetunion durchgeführt. Lag der Rekord beim Aufstieg mit der Hakenleiter im Jahre 1937 noch bei 29,8 Sekunden, so konnte dieser im Jahre 1951 auf 18,4 Sekunden verbessert werden. Den aktuellen Weltrekord aus dem Jahr 2012 hält Albert Loginov (Russland) mit 12,56 Sekunden.
Auch die technischen Mittel wurden über die Zeit verbessert. Während in der Anfangszeit die schweren hölzernen Einsatzleitern für den Sport genutzt wurden, gibt es zurzeit professionell angefertigte Leitern aus Aluminium, die nicht mehr den DIN-Bemaßungen entsprechen, sich aber nach der Wettkampfordnung richten müssen.

## Hakenleiter
Die verwendete Hakenleiter entspricht nicht den DIN-Bemaßungen einer Feuerwehreinsatzleiter. Gemäß der Wettkampfordnung besteht sie aus Leichtmetall oder Holz mit Holz- oder Metallsprossen. Der Metallhaken ist mit Zähnen zu versehen und hat eine Mindestlänge von 40 cm. Die Länge der Leiter beträgt 410 cm ± 10 cm, womit sie ca. 30 cm kürzer als die DIN-Leiter ist. Außerdem sind eine Mindestbreite von 28 cm, 13 Sprossen und ein Mindestgewicht von 8,5 kg vorgeschrieben.

## Wettkampfbahn und Steigerturm
Die Disziplin wird auf mindestens zwei Bahnen ausgetragen. Jede Bahn ist mindestens 2,0 m breit und die Anlaufstrecke vom Start bis zum Turm beträgt 32,25 m. Der Steigerturm ist mit einer Fassade aus Holz verkleidet. Dieser ist mindestens 13,12 m hoch und verfügt über 3 Etagen. Die Fenster in den 3 Etagen sind gleich groß und haben die Abmessung von 1,87 m Höhe und 1,10 m Breite. Das erste Fensterbrett befindet sich 4,25 m über dem Boden. Die weiteren Abstände zwischen den Fensterbrettern betragen jeweils 3,30 m, das bedeutet, in der 3. Etage ist das Fensterbrett auf 10,85 m angebracht.
Zur Absturzsicherung sollte am Steigerturm ein Sicherungsnetz angebracht werden. Als zusätzliche Sicherungsmöglichkeit sind alle Bahnen mit Fallsicherungen (Höhensicherungsgerät bzw. andere geeignete Sicherungsmöglichkeit) ausgerüstet. Außerdem befindet sich vor dem Turm eine 4 m breite Kiesgrube.

Abmessungen des Steigerturms und der Anlaufbahn

## Durchführung des Aufstiegs

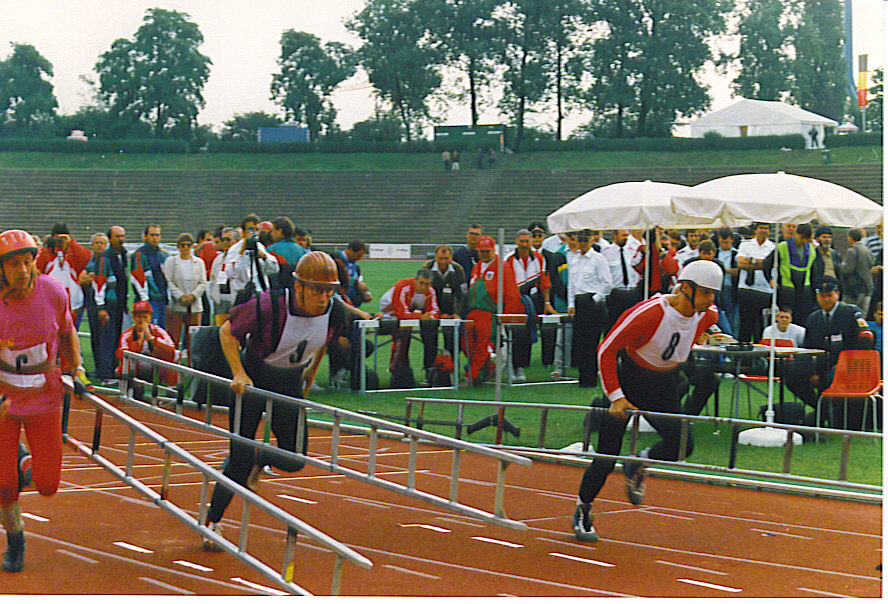
X. Internationale Feuerwehrsportwettkämpfe des CTIF 1993 in Berlin, Startphase beim Hakenleitersteigen

Der Sportler begibt sich mit seiner Leiter zum Startblock. Üblicherweise starten mehrere Sportler nebeneinander auf mehreren Wettkampfbahnen, um Vergleich und Ansporn zu ermöglichen. Beim Start darf die Leiter über die Startlinie hinausragen. Nach dem Startkommando läuft der Sportler mit der Hakenleiter die 32,25 m bis zum Steigerturm, nimmt diese im Rennen mit beiden Händen über den Kopf und hängt sie mit dem Haken auf das Fensterbrett der ersten Etage. Nun beginnt der Aufstieg. In der ersten Etage angekommen, setzt sich der Sportler neben der Leiter auf das Fensterbrett. Mit wenigen schnellen Handbewegungen wird nun die Leiter in die zweite Etage gehängt. Der Sportler setzt den Aufstieg fort und wiederholt in der nächsten Etage die Prozedur. In der dritten Etage springt der Sportler in das Fenster. Die Zeit wird genommen, wenn beide Füße den Boden berühren.

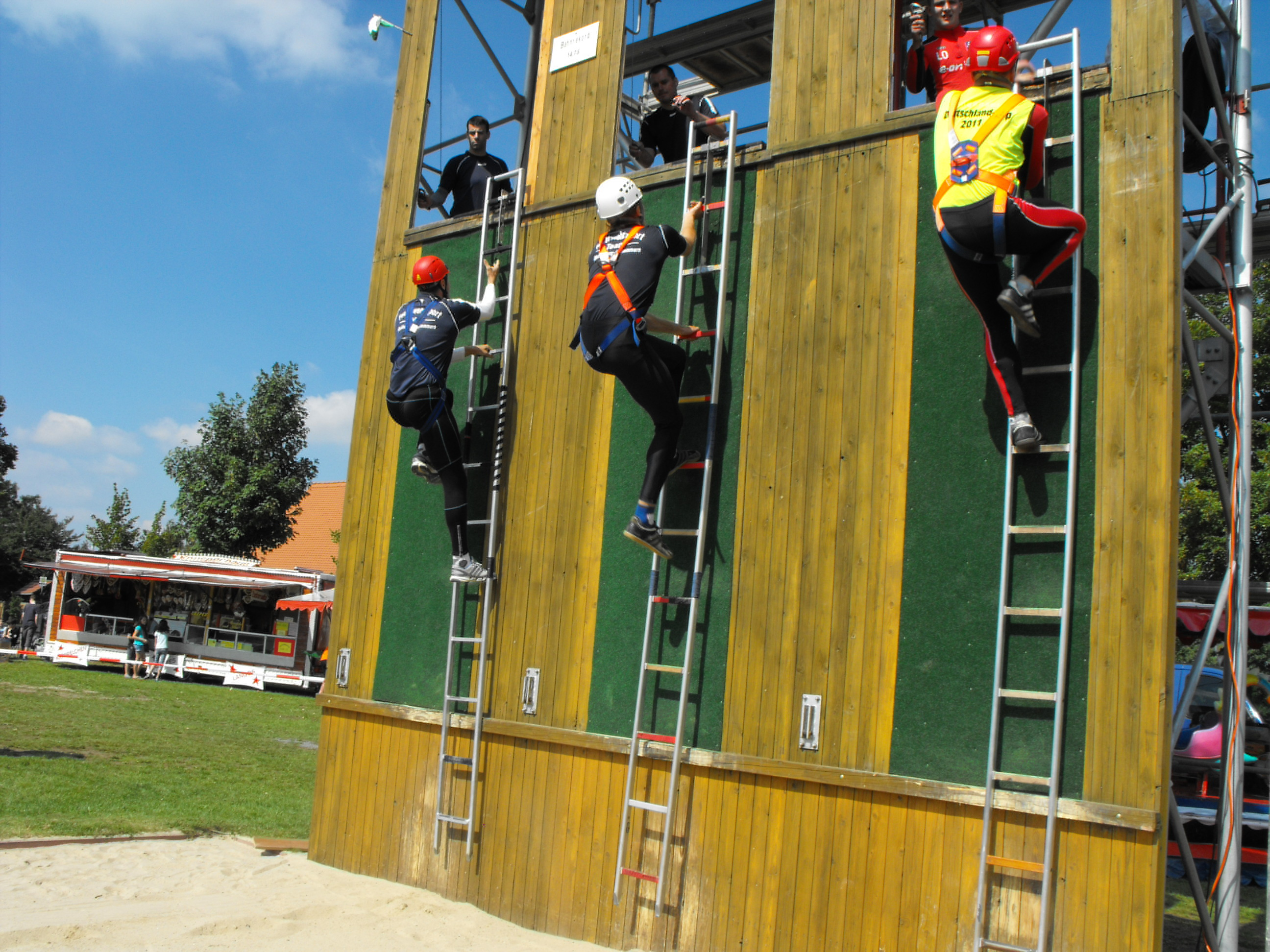
Die drei schnellsten Läufer beim Hakenleitersteigen in Taura im Rahmen des Deutschland-Cups im Feuerwehrsport

Bei den Frauen hängt die Hakenleiter vor dem Start in der ersten Etage des Turms. Sie starten von der Startlinie und steigen in die erste Etage. Die Zeit wird auch hier genommen, wenn beide Füße den Boden berühren.

## Internationale Feuerwehrsportwettkämpfe
Der Weltfeuerwehrverband CTIF führt seit 1961 alle vier Jahre die Internationale Feuerwehrwettkämpfe in verschiedenen Städten Europas als Weltmeisterschaften durch, die auch als Feuerwehrolympiaden bezeichnet werden.
Das Hakenleitersteigen ist neben dem 100-Meter-Hindernislauf, der 4×100-Meter-Feuerwehrstafette, und dem Löschangriff Nass eine von vier Disziplinen dieser Weltmeisterschaften. Die Bewertung erfolgt sowohl als einzelner Wettkämpfer als auch als Mannschaft.
Die drei erstplatzierten Wettkämpfer und die drei erstplatzierten Mannschaften werden mit der Internationalen Feuerwehrsportwettkampfmedaille in Gold, Silber und Bronze ausgezeichnet.

## Situation in Deutschland
Durch die historische Entwicklung des Feuerwehrsports geprägt, trifft man auch diese Disziplin fast ausschließlich im Gebiet der ehemaligen DDR an. Bei Wettkämpfen auf nationaler Ebene werden mehrmals jährlich die Leistungen der Sportler verglichen. Alle vier Jahre findet die deutsche Meisterschaft im Feuerwehrsport statt, bei dem die aktuellen deutschen Meister im Hakenleitersteigen ermittelt werden.
Den deutschen Rekord hält Tom Gehlert mit 13,68 Sekunden im Männerwettbewerb und Jessica Kubik mit 8,02 Sekunden bei den Frauen.

### Liste von stationären Hakenleitertürmen
Die folgende Tabelle zeigt die Hakenleitertürme, bei denen die Abstände der Fenster für einen Wettkampf geeignet sind.
| Ort                     | Zugehörigkeit                    | Bahnen | Besonderheiten                                 |
| ----------------------- | -------------------------------- | ------ | ---------------------------------------------- |
| Ballhausen              | Freiwillige Feuerwehr            | 2      | -                                              |
| Berlin (Marzahn)        | Berufsfeuerwehr                  | 2      | vier Etagen                                    |
| Beselin                 | Kreisfeuerwehrzentrale           | 2      | -                                              |
| Brandenburg             | Berufsfeuerwehr                  | 2      | -                                              |
| Brandis                 | Freiwillige Feuerwehr            | 2      | -                                              |
| Buckow                  | Freiwillige Feuerwehr            | 2      | -                                              |
| Burkersdorf             | Freiwillige Feuerwehr            | 2      | -                                              |
| Charlottenthal          | Freiwillige Feuerwehr            | 2      | -                                              |
| Cottbus                 | Berufsfeuerwehr                  | 2      | -                                              |
| Doberlug-Kirchhain      | Freiwillige Feuerwehr            | 2      | Sicherungsnetz vorhanden                       |
| Eisenhüttenstadt        | Landesfeuerwehrschule            | 6      | drei Seiten besteigbar, zwei Seiten mit Anlauf |
| Gera                    | Berufsfeuerwehr                  | 2      | -                                              |
| Gieshof-Zelliner Loose  | Freiwillige Feuerwehr            | 3      | -                                              |
| Guben                   | Feuer- und Rettungswache         | 2      | fünf Etagen                                    |
| Halle (Saale)           | Berufsfeuerwehr                  | 3      | -                                              |
| Helfta                  | Freiwillige Feuerwehr            | 2      | -                                              |
| Jänschwalde             | WF Lausitz Energie Kraftwerke AG | 3      | Fünf Etagen                                    |
| Kirchheilingen          | Freiwillige Feuerwehr            | 2      | -                                              |
| Klein Gaglow            | Freiwillige Feuerwehr            | 1      | -                                              |
| Langengrassau           | Freiwillige Feuerwehr            | 2      | Sicherungsnetz vorhanden                       |
| Luckenwalde             | Feuerwehrtechnikzentrale         | 1      | -                                              |
| Marolterode             | Freiwillige Feuerwehr            | 2      | -                                              |
| Narsdorf                | Freiwillige Feuerwehr            | 3      | -                                              |
| Nudersdorf              | Freiwillige Feuerwehr            | 2      | Sicherungsnetz vorhanden                       |
| Ostseebad Nienhagen     | Freiwillige Feuerwehr            | 2      | -                                              |
| Pasewalk                | Kreisfeuerwehrzentrale           | 2      | keine Höhensicherung vor Ort                   |
| Sallgast                | Freiwillige Feuerwehr            | 2      | Abstände nicht ganz korrekt                    |
| Schwarz                 | privat                           | 1      | nur zwei Etagen                                |
| Schwarzbach             | Freiwillige Feuerwehr            | 2      | -                                              |
| Schwarze Pumpe          | WF Lausitz Energie Kraftwerke AG | 2      | fünf Etagen, ohne Anlauf                       |
| Süptitz                 | Freiwillige Feuerwehr            | 2      | -                                              |
| Taura                   | Freiwillige Feuerwehr            | 3      | -                                              |
| Techentin (Ludwigslust) | Freiwillige Feuerwehr            | 2      | Komplettsanierung 2017                         |
| Tribsees                | Freiwillige Feuerwehr            | 2      | Komplettsanierung 2020                         |
| Tüttleben               | Freiwillige Feuerwehr            | 2      | -                                              |
| Zerre                   | Freiwillige Feuerwehr            | 2      | -                                              |
| Zeulenroda              | TSV Zeulenroda                   | 3      | Sicherungsnetz vorhanden                       |